# Галиев арсенид
Галиевият арсенид (GaAs) е химично съединение на галия и арсена. От всички съединения от вида AIIIBV (на елементи от ІІІ и V група на Периодичната система) той е най-интересен и намира широко приложение в полупроводниковата техника. Неговото най-важно свойство е високата подвижност на електроните. Този факт позволява изготвяне на СВЧ-прибори с подобрени характеристики. Друго предимство е голямата ширина на забранената зона, което дава възможност за работа на структурите при повишени температури. GaAs е подходящ материал за радиационно-устойчиви прибори и интегрални схеми.
Основен недостатък е фактът, че GaAs е двукомпонентно съединение. Той изисква понижаване на максималните температури по време на технологичните процеси, за да се избегне повърхностната дисоциация.
За разлика от силиция, легирането чрез дифузия е неприложимо за GaAs. При него не съществува и стабилен, лесно формиращ се естествен оксид. Повърхността му е по-чувствителна към въздействието на различни химични вещества, използвани в технологичните процеси, което изисква нов подход при реализацията им. GaAs е твърде крехък материал и има опасност от разрушаване при различните технологични обработки. Намира практическо приложение за изработване на:
- Фотодетектори за видима светлина, рентгенови лъчи;
- Интегрални схеми с висока степен на интеграция;
- Полеви транзистори;
- Светоизлъчващи лазерни диоди;
- СВЧ-диоди.

## Физико-химични свойства
GaAs е тъмносиво вещество с виолетов оттенък. Относителната му плътност е 5,4 g/cm3. Топи се при 1238 °C. Промяната в обема при преминаване от твърдо в течно агрегатно състояние достига 10%. GaAs е устойчив при обикновени условия, не се атакува от влагата и кислорода на въздуха. При висока температура има повишена активност, а в стопено състояние реагира с много вещества. Най-подходящ материал за работа с GaAs е кварцът. Състоянието на проводимата зона в галиевия арсенид с минимално значение на енергията съответства на нулев вълнов вектор. Фактът, че минимумът на проводимата зона и максимумът на енергията на електроните във валентната зона съответстват на едно значение на вълновия вектор, определя GaAs към полупроводниците с пряк преход между енергетичните зони. Такава структура осигурява възможност за излъчвателна рекомбинация на електроните и дупките и позволява на базата на GaAs да се изготвят оптоелектронни прибори. Собствената концентрация на електрони и дупки в GaAs е по-малка отколкото при Si, затова той може да има високи стойности на специфичното съпротивление, а по-голямата ширина на забранената зона дава възможност приборите на базата на GaAs да работят при по-високи температури от силициевите прибори.

## Примеси
Въвеждането на примеси в GaAs може да бъде извършено по различни начини. Един от първите разработени методи за легирането му е в процеса на епитаксиално израстване. Най-разпространеният метод за въвеждане на примеси в отделни области на структурите на ИС е йонната имплантация.

## Получаване
GaAs се получава чрез директен синтез между парите на арсена и течния галий. За тези цел се използва двузонна пещ, в която наред със синтеза се извършва и насочена кристализация. Реакцията се извършва при температура 1240-1250 °C. Използва се запоена кварцова ампула, в която са поставени предварително очистените изходни вещества. Ако насочената кристализация се извършва при оптимални условия, в поликристалния слитък се наблюдават монокристални области. Монокристали от GaAs се изтеглят по метода на Чохралски. За да се предотврати термичната дисоциация на GaAs, при изтеглянето на монокристалите, стопилката се покрива с флюс. При избора на флюс се съблюдават следните изисквания: да бъде неутрален спрямо стопилката; да има ниска температура на топене; да бъде прозрачен в стопено състояние. Особено подходящ е двуборният триоксид. GaAs може да се пречисти и чрез безтигелно зонно топене.